# ゲオルク・エリアス・ミュラー
ゲオルク・エリアス・ナタナエル・ミュラー（ドイツ語: Georg Elias Nathanael Müller, 1850年7月20日 - 1934年12月23日）はドイツの心理学者。特殊神経エネルギー説で知られるヨハネス・ペーター・ミュラーと区別するため、文献ではG. E. ミュラーと表記されることが多い。

## 生涯
牧師のアウグスト・フリードリヒ・ミュラーとその妻ロザリー・ツェーメの次男としてザクセン王国（現ドイツザクセン州）グリンマに生まれる。アビトゥーアを終えると、ライプツィヒ大学とベルリン大学で約2年間哲学と歴史を学んだ。その後自分の意志でプロイセン王国のエリート連隊「アレクサンダー」の補給兵に志願した。
帰還後メンターのモーリッツ・ヴィルヘルム・ドロービッシュ教授の指導下でさらに1学期をライプツィヒで過ごした。その後、1872年にゲッティンゲン大学のルドルフ・ヘルマン・ロッツェに師事を変更した。そこでとりわけグスタフ・フェヒナーやヘルマン・フォン・ヘルムホルツの講義も聴講し、1873年についに博士号を取得した。
1881年にはミュラーはロッツェの後任としてゲッティンゲン大学の哲学教授になった。そこで1887年に、ライプツィヒ大学に続く世界で2番目の心理学研究室を設立し、実験心理学における大きな意義を獲得した。
1904年には実験心理学会を設立した。これはドイツ心理学会の先駆学会である。ゲッティンゲンにて没。

## 著書
- Zur Grundlegung der Psychophysik. Kritische Beiträge. Grieben, Berlin 1878.
- Theorie der Muskelcontraktion. Barth, Leipzig 1891.
- Die Gesichtspunkte und die Tatsachen der psychophysischen Methodik. Separatabruck aus: Ergebnisse der Physiologie, II. Abteilung, II. Jahrgang, Hrsg. von L. Asher (Bern) u. K. Spiro (Strassburg). Wiesbaden: Bergmann, 1904.
- Zur Analyse der Gedächtnistätigkeit und des Vorstellungsverlaufes. Barth, Leipzig 1911.
- Komplextheorie und Gestalttheorie. Ein Beitrag zur Wahrnehmungspsychologie. Vandenhoek & Ruprecht, Göttingen 1923.
- Abriß der Psychologie. Vandenhoeck & Ruprecht, Göttingen 1924.
- Über die Farbenempfindungen. Psychophysische Untersuchung. Barth, Leipzig 1930.